# Ahéville
Ahéville je francouzská obec v departementu Vosges, v regionu Grand Est, 23 kilometrů od Épinal. Původně se jmenovala Acheville.

## Vývoj počtu obyvatel
Počet obyvatel